# Barrete frígio

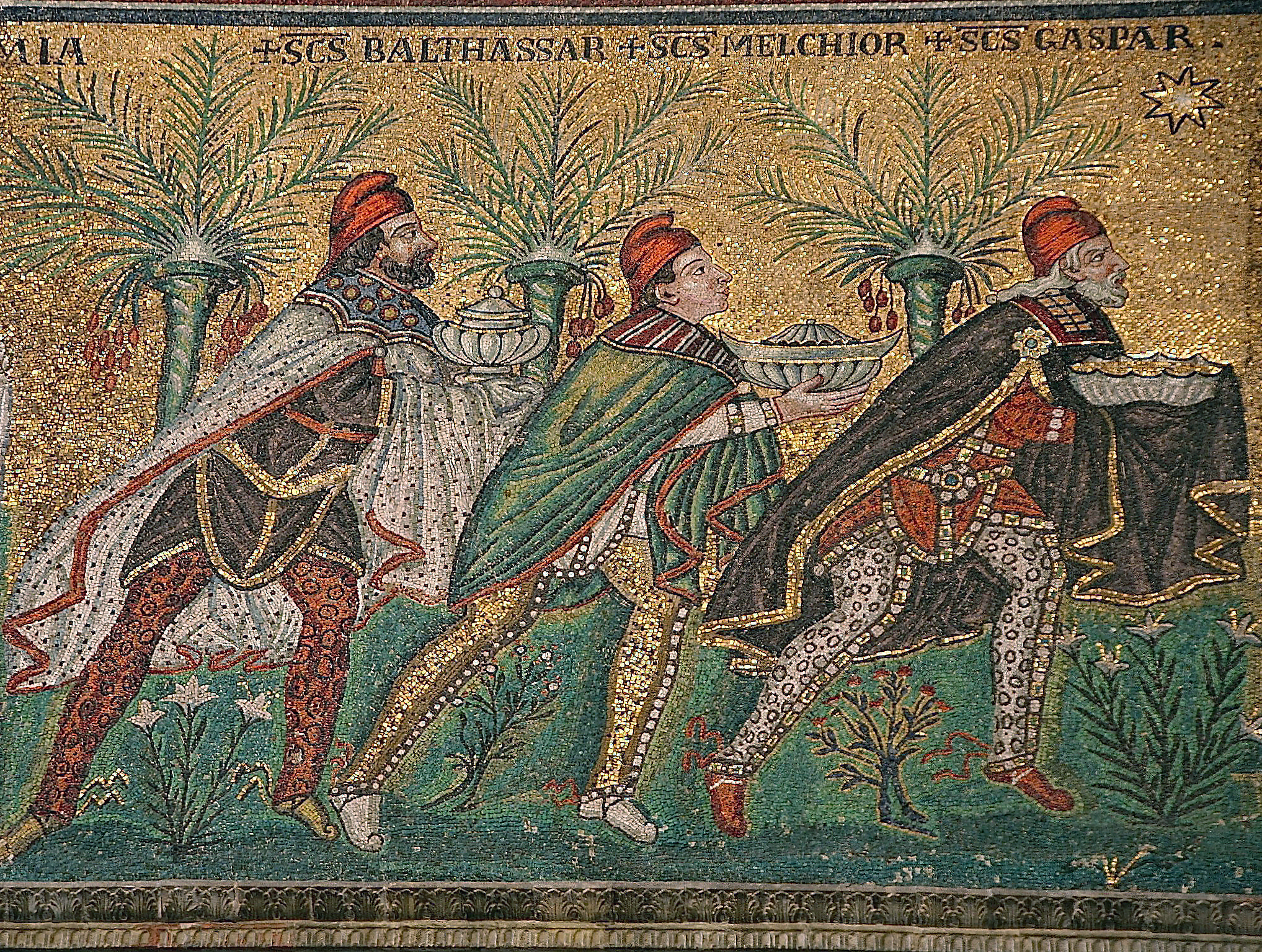
Suas boinas frígias identificam os Três reis magos como "vindos do leste" em um mosaico do final do século VI em São Apolinário Novo, Ravena

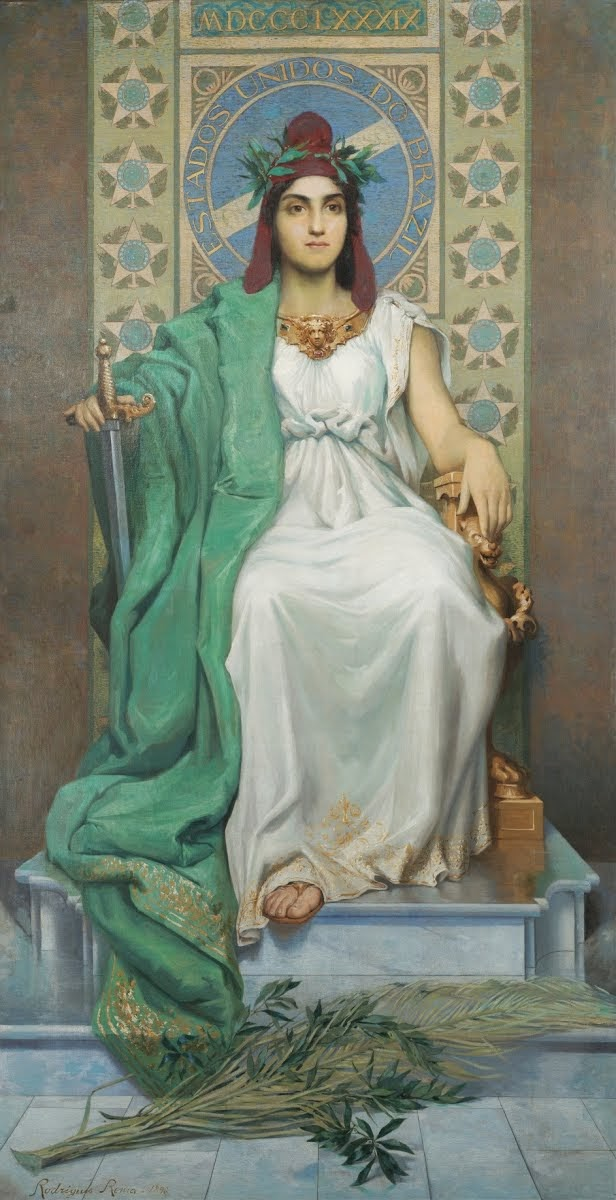
A República, pintura alegórica da república brasileira de Manuel Lopes Rodrigues, 1896. Óleo sobre tela, 230 x 120 cm, Museu de Arte da Bahia

O barrete frígio ou barrete da liberdade é uma espécie de touca ou carapuça, originariamente utilizada pelos moradores da Frígia (antiga região da Ásia Menor, onde hoje está situada a Turquia). Foi adotado, na cor vermelha, pelos republicanos franceses que lutaram pela tomada da Bastilha em 1789, que culminou com a instalação da primeira república francesa em 1792. Por essa razão, tornou-se um forte símbolo do regime republicano.

## História
No século IV a.C. (início do período helenístico), o foi associado com o frígio Átis, o consorte de Cibele, cujo culto se tornou então graecificado. Por volta da mesma época, o barrete aparece em representações do lendário rei Midas e outros frigões em cerâmicas e esculturas.
Em vasos pintados e outras artes gregas, o barrete frígio serve para identificar o herói troiano Páris como um não grego; poetas romanos habitualmente utilizam o epíteto "frígio" para se referir a troianos. Pode ser encontrado também nas esculturas da Coluna de Trajano, vestida pelos dácios, e sobre o Arco de Septímio Severo vestida pelos Espartanos. Os elmos militares dos macedônios, trácios, dácios e normandos do século XII possuíam a ponta virada para frente para se assemelharem ao barrete frígio.
O barrete frígio era utilizado pelos sincretistas helenistas e romanos para representar o deus salvador de origem persa Mitra. Ele era usado durante o Império Romano pelos antigos escravos que tinham conseguido emancipação de seus mestres e cujos descendentes eram, por esta razão, considerados cidadãos do império. Este uso é frequentemente considerado a origem de seu significado como um símbolo de liberdade.
Durante o século XVIII, o barrete frígio vermelho ganhou a significação de símbolo da liberdade, segurado acima do mastro da liberdade durante a guerra da independência dos Estados Unidos da América. Ela também foi adotada durante a revolução francesa e faz parte, atualmente, do emblema nacional da França: Marianne usando um barrete frígio.
O barrete aparece no brasão de armas de diversas repúblicas latino-americanas, nomeadamente da Argentina, Nicarágua e El Salvador, bem como na bandeira do Paraguai, do estado de Nova Iorque e no selo oficial do Exército dos Estados Unidos. No Brasil, o barrete frígio surge no desenho da bandeira dos estados do Rio Grande do Sul e de Santa Catarina (lei n.º 975, de 23 de outubro de 1953); nos brasões dos estados do Acre, do Amazonas, da Bahia, da Paraíba, das cidades do Rio de Janeiro, Viamão (Rio Grande do Sul), Maceió (Alagoas) e Rio Claro (São Paulo).
O barrete frígio é também mostrado em certas moedas mexicanas (mais notadamente na antiga moeda de oito reales) durante o fim do século XIX até meados do século XX e escudos portugueses da primeira metade do século XX. Também é uma denominação utilizada na medicina para uma variação anatômica da vesícula biliar, devido à semelhança da sua forma.